# Pine Knot
Pine Knot é uma Região censo-designada localizada no estado americano de Kentucky, no Condado de McCreary.

## Demografia
Segundo o censo americano de 2000, a sua população era de 1680 habitantes.

## Geografia
De acordo com o United States Census Bureau tem uma área de
16,5 km², dos quais 16,5 km² cobertos por terra e 0,0 km² cobertos por água.

## Localidades na vizinhança
O diagrama seguinte representa as localidades num raio de 28 km ao redor de Pine Knot.